# K-MINE
K-MINE — програмне забезпечення повного циклу гірничого виробництва для  геології, геодезії, маркшейдерії, картографії, планування і проектування гірничих робіт, управління інфраструктурою, інженерно-технічного супроводження видобутку корисних копалин відкритим та підземним способами.

## Загальні відомості
Геоінформаційна система K-MINE вирішує задачі від тривимірного моделювання родовищ і оцінки їх запасів до управління та планування роботою гірничого обладнання в кар'єрах і шахтах. 
Вона використовує загальноприйняті у світі підходи: інтерпретацію даних розвідки, оконтурення рудних тіл і зон мінералізації, каркасне моделювання родовища і поверхонь, варіографію, інтерполяцію просторових значень із залученням геостатистичних методів, блокове моделювання та оцінку запасів. 
Наявність готових комп'ютерних модулів дозволяє використовувати систему для галузевих завдань в гірничій справі, промисловій безпеці, екології, будівництві. .

## Комплекси

### K-MINE: Маркшейдерія
- Використання різноманітних способів уведення даних (векторизація, дані вимірювальної апаратури, імпорт даних);
- Створення та актуалізація цифрових 3D моделей об’єктів і територій для відкритих та підземних гірничих робіт;
- Рішення маркшейдерських завдань: камеральна обробка даних; побудова профілів і розрізів; розрахунок площ і обсягів; побудова і контроль призм обвалень;
- Ведення облікової маркшейдерської документації встановленого зразка.

### K-MINE: Геологія
- Робота з геологічними базами даних випробувань різної структури, статистичний аналіз даних в базі;
- Обробка вихідної інформації геологічного випробування;
- Формування каркасних і блокових моделей геологічних тіл, геостатистичний аналіз моделей;
- Розрахунок якісних і кількісних показників корисних копалин.

### K-MINE: Проєктування
- Проєктування бортів і ділянок бортів кар'єра, з'їздів, ярусів відвалів та інших гірничотехнічних споруд, розробка паспортів ведення гірничих робіт;
- Конструювання транспортних об'єктів;
- Проєктування комунікацій;
- Оформлення графічної проєктної документації відповідно до вимог і норм технологічного проектування.

### K-MINE: Буровибухові роботи
- Створення проекту на буріння;
- Обмін даними з буровим обладнанням;
- Визначення параметрів фактично вибуреного бурового блоку;
- Розрахунок свердловинних зарядів бурового блоку, проектування і розрахунок схем комутації, візуалізація вибуху бурових блоків в кар'єрі;
- Формування табличної та графічної документації масових вибухів.

### K-MINE: Гранулометричний склад
- Визначення гранулометричного складу підірваної гірничої маси;
- Аналіз результатів проведення буропідривних робіт, визначення якості дроблення скельних порід;
- Виявлення негабаритів і подрібненої гірської маси;
- Отримання узагальненої статистики гранулометричного складу по блокам.

### K-MINE: Контроль гірничих робіт
- Автоматичне визначення невідповідності нормативним вимогам контрольних параметрів ведення гірничих робіт;
- Контрольний розрахунок обсягів відпрацьованої гірської маси та розкривних порід в кар'єрі;
- Визначення ділянок відхилення від річної програми гірничих робіт, чинного проекту на відпрацювання родовища.

### K-MINE: Оптимальні контури
- Створення економічної моделі родовища, обґрунтування його відпрацювання;
- Побудова оптимальних контурів кар'єра при різних граничних умовах;
- Розрахунок сценаріїв розвитку кар'єра з визначенням оптимального контуру;
- Визначення економічно обґрунтованої кінцевої глибини кар'єра.

### K-MINE: Планування
- Оперативне та перспективне планування гірничого виробництва;
- Формування вантажопотоків розкривних порід та руди;
- Розрахунок і оптимізація варіанту плану на базі економічних критеріїв з обмеженнями;
- Вибір раціонального напрямку розвитку гірничих робіт;
- Формування календаря відпрацювання родовища за періодами.

### K-MINE: Диспетчеризація
- Візуалізація розташування та контроль параметрів обладнання;
- Розрахунок рейсів з урахуванням оптимізаційних алгоритмів;
- Інтеграція з системами точного позиціонування;
- Побудова графіків роботи та аналітичних звітів роботи гірничо-транспортного обладнання.

### K-MINE: Стійкість бортів
- Оцінка фактичного та проектного станів уступів, бортів кар'єрів і ярусів відвалів;
- Формування карти гранично-допустимих кутів укосів;
- Побудова призми можливого обвалення в довільному перерізі;
- Розрахунок коефіцієнта запасу стійкості для поточних гірничо-геологічних умов.

### K-MINE: Проектування шахт
- Проектування гірничих виробок;
- Проектування підземних буровибухових робіт;
- Визначення обсягів видобутку з якісними показниками на стадії проекту;
- Формування табличної та графічної документації для проекту гірничих робіт.

### K-MINE: Вентиляція
- Моделювання шахтної вентиляційної мережі;
- Розрахунок витрат і швидкості повітря, депресії, аеродинамічного опору;
- Визначення оптимальних параметрів вентиляційних установок;
- Розрахунок концентрації шкідливих речовин в шахтній атмосфері.

### K-MINE: Диспетчеризація шахт
- Контроль місця розташування персоналу і обладнання в підземних виробках в режимі реального часу в тривимірному просторі;
- Відстеження траєкторії переміщення персоналу та робочої техніки за архівний період;
- Контроль перетину працівниками небезпечних або заборонених зон;
- Оцінка часу перебування та відстані переміщення персоналу в шахті.

### K-MINE: Інфраструктура
- Ведення картографічної інформації промислової території;
- Тривимірне моделювання будівель, споруд та інших елементів генерального плану підприємства;
- Ведення бази даних семантичної інформації;
- Спільна робота групи користувачів, розмежування рівнів доступу.

### K-MINE: Керівник
- Автоматичний збір інформації з сервера від різних відділів;
- Перегляд і редагування векторно-графічної зведеної інформації;
- Виконання лінійних, кутових вимірювань, визначення площ і обсягів довільних фігур;
- Підготовка та обробка звітної документації.[5][6][7][8][9][10]

## Можливості
- Робота в єдиній інформаційній системі підприємства;
- Комплексність рішень для гірничої промисловості;
- Модульність і масштабованість;
- Робота з промисловими  базами даних;
- Наявність програмного сервера;
- Розмежування прав доступу до інформації;
- Підтримка різних систем координат;
- Обмін даними з іншими інформаційними системами;
- Протоколювання дій користувачів;
- Вбудована бібліотека умовних позначень;
- Динамічна генералізація об'єктів в системі при масштабуванні;
- Інтеграція з ERP системами різних вендорів;
- Інтеграція з системами диспетчерського управління;
- Підготовка та друк гірничо-геологічної та проектної документації відповідно до стандартів;[11][12]